# Un viatge d'hivern
Un viatge d'hivern és un llibre de poemes d'Antoni Marí publicat el 1989. L'obra forma part d'una trilogia que comença amb El preludi (1979) i tanca El desert (1997). Va ser Premi Nacional de la Crítica el 1990.
És un llibre sobre filosofia i literatura escrit en poesia i on destaca l'estructura i la sonoritat. L'obra configura una poètica rigurosa i exigent que segons els crítics "fuig de la frivolitat i l'abundància fàcil".
A través de dotze cants un jo explora en l'hivern el seu dolor i experiència de la mort mentre la paraula esdevé oblit. Davant la desolació i necessitat de trobar sortida a la confusió vital el sentiment s'ordena a partir del model de Dant de Vita nuova en un camí que pelegrina a través de l'experiència lírica amb octaves lliures, decasíl·labs i alexandrins en quartets que evoquen la tradició lírica occidental de Pedrarca a Jordi de Sant Jordi i Ausiàs March.